# Nottingham Challenger 2004
Il Nottingham Challenger 2004 è stato un torneo di tennis facente parte della categoria ATP Challenger Series nell'ambito dell'ATP Challenger Series 2004. Il torneo si è giocato a Nottingham in Gran Bretagna dal 5 all'11 luglio 2004 su campi in cemento.

## Vincitori

### Singolare
Jo-Wilfried Tsonga ha battuto in finale  Alex Bogdanović con il punteggio di 6–3, 6–4

### Doppio
Nathan Healey /  Tuomas Ketola hanno battuto in finale  Stéphane Bohli /  Jean-Claude Scherrer con il punteggio di 0–6, 6–4, 6–2